# Diogo Sardinha
Diogo Sardinha é um filósofo português nascido em Lisboa em 1971. Autor de livros sobre o pensamento moderno e contemporâneo, estudou primeiro na universidade de Lisboa e depois na universidade de Nanterre sob a orientação de Étienne Balibar. Em 2013 foi eleito presidente do Collège international de philosophie, em Paris, tendo sido o primeiro estrangeiro a ocupar este cargo desde a fundação daquela instituição francesa, em 1983. Durante a crise que afetou o Collège em 2014 por falta de financiamento da parte do estado Francês, Diogo Sardinha conduziu uma mobilização internacional que culminou com o restabelecimento da verba atribuída e com o reforço da instituição.

## Biografia
Diogo Sardinha entrou para a Universidade de Lisboa em 1990 e licenciou-se em 1997. A partir de 1998 prosseguiu a sua formação em Paris. Doutorou-se na Universidade de Paris 10-Nanterre (2005) e fez a agregação de filosofia pela Universidade Paris 8 Vincennes Saint-Denis (2016). Foi pesquisador visitante das universidades Católica de São Paulo (2006), Freie de Berlin (2007-2008) e Columbia de Nova Iorque (2013). No Colégio Internacional de Filosofia, dirigiu o programa de investigação "Violência e política: o motim como forma de movimento selvagem" (2010-2016).

## Filosofia
Em seu primeiro livro, Ordem e Tempo na Filosofia de Foucault (em Francês), Sardinha argumenta, contra estudiosos para os quais a obra de Michel Foucault é marcada apenas por ruturas e descontinuidades, que ela é estruturada por um certo tipo de pensamento sistemático. Esta sistematicidade só pode ser compreendida com referências à tradição filosófica clássica, sobretudo Kant, Hegel, Nietzsche e Heidegger. Sua tese é que, sem repetir velhos sistemas filosóficos, Foucault renova a preocupação com uma concepção coerente da experiência.
Esta interpretação suscitou críticas e elogios. Para Étienne Balibar, ela tem a virtude de explorar uma via alternativa a dois caminhos opostos. Como ele escreve: "a interpretação do gesto filosófico de Foucault […] tem ainda hoje dificuldade em se desembaraçar de um dilema, no fundo clássico, entre interpretações e usos empiristas – ou, se preferirmos, pragmáticos – e recuperações dogmáticas, talvez até metafísicas (e também, crescentemente, moralizadoras)." A via proposta por Sardinha passa pelo "efeito de complicação, de deslocamento e, finalmente, de reviravolta, que afeta, durante o percurso, a hipótese (a priori um pouco formal) de uma ordem estruturando a composição e a escrita dos livros de Foucault, ordem que teria nas ‘metáforas’ do fundo e da superfície seus indícios, e cujo cerne seria o conflito das temporalidades, que marca internamente a disposição dos saberes, os dispositivos de poder ou a transformação dos princípios éticos. […] Quando finalmente a ideia de ‘relação fundamental’ for transformada na de ‘sistematicidade sem fim’ (expressão que simultaneamente imita Kant e se desloca sutilmente em relação a ele), a pretensão do autor terá encontrado sua justificação – em todo o caso, ela não poderá mais deixar de ser levada a sério."
Já para Alain Brossat, "com o auxílio de termos ou enunciados tão vagos quanto ‘projeto’ (o que contra tudo e todos unifica a obra a despeito das ruturas e disparidades manifestas que a pontuam), ‘sistematicidade sem fim’, ‘jogo livre’, ‘sentido fundamental’, ‘sistematicidade sintética’… se constrói uma tenaz teleologia fundada na evidência indiscutida segundo a qual o sentido de um trabalho filosófico agenciado em torno a um nome próprio só pode se descobrir afinal na aparição terminal do sentido de uma obra, indissociável de sua unidade contra tudo e contra todos. O fato é que tal leitura só pode impor seu dogma às custas do esquecimento e mesmo da denegação de muitos enunciados nos quais Foucault se pronuncia sobre as disposições qui inspiram seu trabalho, sobre os gestos que ele ativa em sua prática intelectual: a crítica rigorosa das noções de autor e de obra (Que é um autor?), o jogo perpétuo de desassujeitamento em relação às condições da filosofia entendida como campo institucional (‘Não sou filósofo...’), a validação da qualidade heurística das descontinuidades (a ‘descontinuação’ como desdobramento de uma potência própria do investigador – ‘Escrevo para esquecer…’), etc."
Diogo Sardinha publica uma resposta a Alain Brossat, contestando sua leitura: "ele me atribui ideias que me são pelo menos estranhas, para não dizer que correspondem por vezes, e mesmo muitas vezes, exatamente ao oposto não apenas do que eu penso, mas também do que escrevi."
Quando a tradução da obra é publicada em espanhol, é saudada como "um grande  acontecimento que amplia nossas formas de compreensão do trabalho de Michel Foucault, rumo a um horizonte hermenêutico inovador, potente, questionante e polêmico."
Em seu segundo livro, A Emancipação de Kant a Deleuze (em Francês), Sardinha mostra o quanto Kant e Deleuze se situam no extremo oposto um do outro. Assim, na historia da emancipação, do Esclarecimento até o final do século XX, Kant lança um apelo a que cada um torne-se adulto, enquanto Deleuze insiste num devir-criança. Sardinha reconstrói os desenvolvimentos que conduziram de um ao outro e os relaciona com outros autores da filosofia (Nietzsche, Benjamin, Heidegger, Sartre e Foucault) e da literatura (Baudelaire, Artaud, Bataille).

## Publicações e traduções (seleção)

### Alemão
- "Motus, Meute, Meuterei: Formen wüster Bewegung", Paragrana, n°19, 2010 (1), p.122-139
- "Spaltung im Innern des Volks: Nation, Pöbel und Kanaille in Kants Anthropologie", in Ch. Delory-Momberger, G. Gebauer, M. Krüger-Potratz, Ch. Montandon e Ch. Wulf (dir.), Europäische Bürgerschaft in Bewegung, Münster/Berlim, Waxmann, 2011, p. 181-191
- "Was tun mit einem Floß aus Stein? Die Iberische Halbinsel zwischen den Meeren und Kontinenten", in F. Hofmann e M. Messling (dir.), Fluchtpunkt. Das Mittelmeer und die europäische Krise, Berlim, Kadmos, 2017, p. 172-190

### Chinês
- "作为反形而上学原则的关系唯名主义", Tsinghua Studies in Western Philosophy, vol. 3, n° 2, Inverno de 2017, p. 141-154

### Espanhol
- Orden y Tiempo en la Filosofía de Foucault, Medellin, Editorial Universidad de Antioquia, 2014, 234 p.
- "Una minoría que no dicta la ley. El Kant de la Ilustración releído por Foucault", in J.L. Pardo e M. Díaz Marsá (org.), Foucault y la Cuestión del Derecho, Madrid, Escolar y Mayo, 2017, p.  247-266
- "Pensar como perros: Foucault y los cínicos", Dorsal. Revista de Estudios Foucaultianos, n° 2, junho 2017, p. 283-300
- "Marx y Foucault. El nominalismo de la relación como principio anti-metafísico", in José Luis Villacañas Berlanga e Rodrigo Castro Orellana, Foucault y la historia de la filosofía, Madrid, Dado Ediciones, 2018, p. 207-223

### Francês
- "La biopolitique (d’)après Michel Foucault. À partir des cours de 1977-1979 au Collège de France: Sécurité, territoire, population et Naissance de la biopolitique"; coordenação do dossier da revista Labyrinthe, n° 22, 2005 (3)
- Vivre en Europe. Philosophie, politique et science aujourd’hui, co-dir. com Bertrand Ogilvie e Frieder Otto Wolf, Paris, L’Harmattan, 2010, 299 p.
- Ordre et temps dans la philosophie de Foucault, Paris, L’Harmattan, 2011, 251 p.
- "L’homme après sa mort, Kant après Foucault"; coordenação do dossier da revista Rue Descartes, n° 75, 2012 (3)
- L’Émancipation de Kant à Deleuze, Paris, Edições Hermann, 2013, 246 p.
- "Pourquoi Balibar?", coordenação com M. Gaille e J. Lacroix do dossier da revista Raison publique, n° 19, nov. 2014
- La Philosophie et l’archive. Un dialogue international, co-dir. com Franck Jedrzejewski, Paris, L’Harmattan, 2017, 249 p.

### Inglês
- "Dandyism and its Aftermath: Sartre, Bataille, Foucault and Deleuze on Emancipation", in Vanessa Brito e Emiliano Battista (org.), Becoming Major, Becoming Minor, Maastricht, Jan van Eyck Academie, 2011, p. 77-96

### Italiano
- "L’Emancipazione da Kant a Deleuze. Divenir maggiore, divenir minore", Pólemos. Materiali di filosofia e critica sociale, n° 1/2017, p. 123-141

### Português
- "Justiça e produção de verdade. Foucault e a psiquiatria criminal", Philosophica, n° 19/20, 2002, p. 343-358
- "As duas ontologias críticas de Foucault: da transgressão à ética", Trans/Form/Ação, vol.33, n°2, 2010, p.177-192
- "A humanidade na animalidade. Kant e a antropologia do bem e do mal", Philosophica, n° 31, 2008, p. 51-64
- "Sonhar com uma sociedade autêntica", in Jean-Yves Mercury e Nuno Nabais (org.), Corps et signes: no centenário do nascimento de Claude Lévi-Strauss e Maurice Merleau-Ponty, Lisboa, Universidade de Lisboa, 2009, p. 61-75
- "O sentido profundo de Vigiar e Punir", in A.F. Cascais, J.L.C. Leme e N. Nabais (org.), Lei, segurança e disciplina. Trinta anos depois de Vigiar e Punir de Michel Foucault, Lisboa, Universidade de Lisboa, 2009, p. 111-127
- "O paradoxo da antropologia", in L. Ribeiro dos Santos, U. R. de Azevedo Marques, G. Piaia, M. Sgarbi, R. Pozzo (org.), Was ist der Mensch? Que é o homem? Antropologia, estética e teleologia em Kant, Lisboa, Centro de Filosofia da Universidade de Lisboa, 2010, p. 179-191
- "Um silêncio de Foucault sobre o que é a política", in Guilherme Castelo Branco e Alfredo Veiga-Neto (org.), Michel Foucault: filosofia & política, São Paulo, Autêntica, 2011, p. 97-109
- "A filosofia e os seus cães: dos cínicos à canalha", Aurora, vol. 23, n° 32, 2011, p. 67-80
- "Kant, Foucault e a antropologia pragmática", Kant e-Prints, série 2, v. 6, n° 2, jul.-dez. 2011, p. 43-58
- "A antropologia filosófica desarmada pela filosofia antropológica, in S. Tannus Muchail, M. Alves da Fonseca et A. Veiga-Neto, O Mesmo e o Outro: 50 anos de História da Loucura, Belo Horizonte/São Paulo, Autêntica, 2013, p. 157-171
- "Foucault: Repensar a crítica de Kant para uma outra compreensão do sujeito", in Bruno C. Duarte (org.), Da Crítica, Lisboa, Sistema solar (Documenta), 2016, p. 121-131
- "Três corpos: Artaud, Foucault, Deleuze", Dois pontos, vol. 14, n° 1, abril 2017, p. 199-212
- "Foucault pró e contra: das contraciências às anticiências", in Sílvio Gallo e Margareth Rago (org.), Michel Foucault e as insurreições. É inútil revoltar-se?, São Paulo, Intermeios, 2017, p. 119-132